# Euphyciodes griveaudalis
Euphyciodes griveaudalis là một loài bướm đêm trong họ Crambidae.